# Obsession (Exo)
Obsession è il sesto album in studio in lingua coreana (settimo complessivo) del gruppo musicale sudcoreano Exo. Pubblicato il 27 novembre 2019 da SM Entertainment, l'album è stato pubblicato contemporaneamente all'eponimo singolo. Obsession è stato il primo album ad essere promosso come gruppo di sei membri, dato che Xiumin e D.O. si erano arruolati per il servizio militare obbligatorio, e Lay si trovava in Cina per proseguire la sua carriera da solista.

## Tracce
1. Obsession – 3:23 (testo: Kenzie – musica: Dem Jointz, Cristi “Stalone” Gallo, Asia'h Epperson, Adrian McKinnon, Yoo Young-jin, Ryan S. Jhun)
2. Trouble – 3:17 (testo: Hwang Yoo-bin – musica: Dsign Music, Jin Suk Choi, Karen Poole, Bobii Lewis)
3. Jekyll (지킬) – 3:41 (testo: JQ (Makeumine Works), Kim Hye-ji (Makeumine Works), Choi Seo-eun (Makeumine Works) – musica: Jeremy "Tay" Jasper, Kaelin Ellis, Nicky van der Lugt Melsert)
4. Groove (춤 Dancing) – 3:28 (testo: JQ (Makeumine Works), Mola (Makeumine Works) – musica: Hyuk Shin, Hyuk Shin (Joombas), Blair Taylor (Joombas), Jisoo Park (Joombas))
5. Ya Ya Ya – 3:42 (testo: Kenzie – musica: Dem Jointz, Ryan S. Jhun, Lucky Daye, David Brown, Charles "Prince Charlez" Hinshaw, Allen "Allstar" Gordon Jr., Coko, Cheryl Gamble (SWV), Tamara Johnson (SWV), Andrea Martin, Ivan Matias)
6. Baby You Are – 2:58 (testo: JQ (Makeumine Works), Park Ji-hee (Makeumine Works) – musica: Wendy Wang, Mozella, Benjamin Ingrosso, Allakoi "Mic Holden" Peete)
7. Non Stop – 3:24 (testo: Jo Yoon-kyung – musica: Deekay, Daniel "Obi" Klein, Charli Taft, Andreas Öberg)
8. Day After Day (오늘도) – 3:42 (testo: Jo Yoon-kyung – musica: Mike Daley, Mitchell Owens, Jeff Lewis)
9. Butterfly Effect (나비효과) – 3:10 (testo: Jam Factory#L Diary, Lee Seu-ran – musica: LDN Noise, Adrian McKinnon)
10. Obsession (嗜) – 3:23 (testo: Arys Chien – musica: Dem Jointz, Cristi “Stalone” Gallo, Asia'h Epperson, Adrian McKinnon, Yoo Young-jin, Ryan S. Jhun)

## Classifiche

### Classifiche settimanali
| Classifica (2019) | Posizione massima |
| ----------------- | ----------------- |
| Belgio (Fiandre)  | 124               |
| Belgio (Vallonia) | 89                |
| Corea del Sud     | 1                 |
| Giappone          | 16                |
| Lituania          | 72                |
| Stati Uniti       | 182               |

### Classifiche di fine anno
| Classifica (2019) | Posizione |
| ----------------- | --------- |
| Corea del Sud     | 3         |